# Comtat de Texas (Oklahoma)
El Comtat de Texas (en anglès: Texas County) és un comtat localitzat al nord-oest de l'estat estatunidenc d'Oklahoma. Tenia una població de 20.640 habitants segons el cens dels Estats Units del 2010. La seu de comtat i ciutat més poblada és Guymon. És el comtat més poblat de l'Oklahoma Panhandle. Amb una àrea de 5.306 quilòmetres quadrats, és el segon comtat més gran de l'estat després del Comtat d'Osage.

## Transport

### Autovies principals
- U.S. Highway 54
- U.S. Highway 64
- U.S. Highway 412
- State Highway 3
- State Highway 95

### Aeroports
El Comtat de Texas disposa de l'aeroport Guymon Municipal Airport, un aeroport de la ciutat de Guymon, per a ús públic localitzat a 3,7 km del central business district d'aquesta ciutat.

## Geografia
Segons l'Oficina del Cens dels Estats Units, el comtat té una àrea de 5.306 quilòmetres quadrats, dels quals 5.276 quilòmetres quadrats són terra i 30 quilòmetres quadrats (0,57%) són aigua. El Comtat de Texas és un dels quatre comtats estatunidencs que fan frontera amb l'estat pel qual van ser anomenats. Els altres tres són el Comtat de Nevada (Califòrnia), el Comtat de Delaware (Pennsilvània) i el Comtat d'Ohio (Virgínia de l'Oest).

### Comtats adjacents
|  |  |  |
|  |  |  |
|  |  |  |

### Àrea nacional protegida
- Optima National Wildlife Refuge

## Demografia

Piràmide de població del Comtat de Texas (2000)

Segons el cens del 2000, hi havia 20.107 habitants, 7.153 llars i 5.250 famílies residint en el comtat. La densitat de població era d'unes 4 persones per quilòmetre quadrat. Hi havia 8.014 cases en una densitat d'unes 2 per quilòmetre quadrat. La composició racial del comtat era d'un 76,73% blancs, un 0,71% negres o afroamericans, un 1,24% natius americans, un 0,56% asiàtics, un 0,10% illencs pacífics, un 18,11% d'altres races, i un 2,55% de dos o més races. Un 29,86% de la població eren hispànics o llatinoamericans de qualsevol raça.
Hi havia 7.153 llars de les quals un 39,00% tenien menors d'edat vivint-hi, un 61,50% eren parelles casades vivint juntes, un 7,50% eren dones vivint soles, i un 26,60% no eren famílies. En un 21,20% de totes les llars hi vivia una persona i en un 8,20% hi viva algú sol major de 64 anys. La mida de casa de mitjana era de 2,75 persones i de família era de 3,19 persones.
Pel comtat la població s'estenia en un 28,80% menors de 18 anys, un 12,70% de 18 a 24 anys, un 29,10% de 25 a 44 anys, un 19,20% de 45 a 64 anys, i un 10,20% majors de 64 anys. L'edat mediana era de 30 anys. Per cada 100 dones hi havia 105,90 homes. Per cada 100 dones d'edat 18 o més, hi havia 106,90 homes.
L'ingrés anual de mediana per a una llar en el comtat era de 35.872 $, i l'ingrés anual de mediana per a una família era de 42.226 $. Els homes tenien un ingrés anual de mediana de 26.991 $ mentre que les dones en tenien de 20.404 $. La renda per capita pel comtat era de 15.692 $. Un 10,20% de les famílies i un 14,10% de la població estaven per sota del llindar de la pobresa, incloent-hi dels quals un 17,80% menors de 18 anys i un 7,40% majors de 64 anys.

## Entitats de població
| - Adams - Baker - Eva - Four Corners - Goodwell - Guymon - Hardesty - Hooker | - Hough - Mouser - Optima - Straight - Survey Hills - Texhoma - Tyrone |